# Suðuroy
Suðuroy (letteralmente “isola del sud”; pronuncia: [ˈsuːwʊrɔi] oppure [ˈsuːri]; in danese Suderø) è un'isola dell'arcipelago delle Isole Fær Øer. È l'isola più meridionale di tutte ed è la quarta per dimensioni, con un'estensione pari a 164.7 km. La maggior parte dei centri abitati si trova lungo i fiordi della costa orientale, come ad esempio Tvøroyri che è il cuore economico e politico dell'isola. Altri centri importanti sono Vágur, Sumba e Fámjin.

## Montagne
| Montagna               | Altezza |
| ---------------------- | ------- |
| Gluggarnir             | 610 m   |
| Eystanfyri Herðablaðið | 605 m   |
| Mjóstíggjur            | 592 m   |
| Borgarknappur          | 574 m   |
| Borgin (Vágur)         | 570 m   |
| Galvurin               | 569 m   |
| Hvannafelli            | 560 m   |
| Nakkur (Trungisvágur)  | 547 m   |
| Glopprókin             | 535 m   |
| Høgøksl                | 525 m   |
| Tindur (Trungisvágur)  | 514 m   |
| Tempulsklettur         | 493 m   |
| Bustin (Froðba)        | 487 m   |
| Laðanfelli             | 487 m   |
| Kambur (Froðba)        | 483 m   |
| Vágfelli               | 483 m   |
| Prestfjall             | 471 m   |
| Beinisvørð             | 470 m   |
| Fjallið Mikla          | 469 m   |
| Spáfelli               | 462 m   |
| Oyrnafjall             | 443 m   |
| Høguskorar             | 440 m   |
| Spinarnir              | 439 m   |
| Rávan                  | 432 m   |
| Borgin (Sandvík)       | 429 m   |
| Nónfjall               | 427 m   |
| Enni                   | 424 m   |
| Kolheyggjurin          | 415 m   |
| Túgvan i Halgafelli    | 400 m   |
| Rossaklettur           | 389 m   |
| Tindurin (Sumba)       | 379 m   |
| Skálafjall             | 374 m   |
| Eggin                  | 372 m   |
| Glývrabergsnasi        | 366 m   |
| Siglifelli             | 359 m   |
| Rútafelli              | 356 m   |
| Bustin (Sandvík)       | 353 m   |
| Fjallið (Sandvík)      | 350 m   |
| Kaguklettur            | 347 m   |
| Gjógvaráfjall          | 345 m   |
| Nakkar                 | 330 m   |
| Knúkin                 | 329 m   |
| Grímsfjall             | 327 m   |
| Nakkur (Froðba)        | 325 m   |
| Hólmsskorafjall        | 322 m   |
| Uttarafjall            | 320 m   |
| Tindur (Vágur)         | 298 m   |
| Skálin                 | 286 m   |
| Skornasaklettur        | 286 m   |
| Eystarafjall           | 285 m   |
| Fjallið (Trungisvágur) | 259 m   |
| Vørðan                 | 237 m   |
| Kirvi                  | 236 m   |
| Lambaklettur           | 235 m   |
| Kambur                 | 206 m   |

## Nella cultura di massa
Suðuroy viene descritta nel romanzo Isola della scrittrice danese Siri Ranva Hjelm Jacobsen